# Pauline Nyiramasuhuko
Pauline Nyiramasuhuko (sinh 1946) là một chính trị gia Rwanda, Bộ trưởng phúc lợi gia đình và các tiến bộ của phụ nữ. Bà bị buộc tội kích động có quân đội và dân quân hãm hiếp hàng ngàn phụ nữ trong thời gian diệt chủng Rwanda năm 1994. Bã đã bị xử tội diệt chủng và kích động hiếp dâm như là một phần của "Butare Group" tại Tòa án Hình sự Quốc tế về Rwanda (ICTR) ở Arusha, Tanzania. Trong tháng 6 năm 2011, bà đã bị kết án bảy tội và bị kết án tù chung thân. Nyiramasuhuko là phụ nữ đầu tiên bị tòa án quốc tế kết tội diệt chủng.

## Cuộc đời và sự nghiệp
Pauline Nyiramasuhuko sinh ra trong các cộng đồng nông nghiệp nhỏ Ndora, tại tỉnh Butare, trong một gia đình nghèo Hutu. Cô học trung học tại École sociale de Karubanda. Ở đó, cô trở thành bạn Agathe Habyarimana, người vợ tương lai của Juvénal Habyarimana, người trở thành Tổng thống Rwanda vào năm 1973.
Nyiramasuhuko đào tạo và làm việc một nhân viên xã hội. Năm 1968 cô kết hôn với Maurice Ntahobali, họ đã có bốn đứa con. Nyiramasuhuko làm việc cho Bộ xã hội, giáo dục phụ nữ về sức khỏe và chăm sóc trẻ em. Năm 1986, cô tham dự Đại học Quốc gia Rwanda nghiên cứu pháp luật. Bà là Bộ trưởng phúc lợi gia đình và các tiến bộ của phụ nữ trong chính phủ Habyarimana từ năm 1992.

## Bối cảnh tấn công
Diệt chủng Rwanda bắt đầu vào ngày 9 tháng 4 năm 1994, ngay sau vụ ám sát Habyarimana. Những người Hutu có vũ trang đã được dàn quân khắp đất nước. Họ thiết lập các điểm kiểm soát để thủ tiêu những người Tutsi từ phần còn lại của cá đám đông di tản. Những người Hutu từ chối tham gia vào cuộc thảm sát đã bị tấn công. Vào ban đêm, người dân ở Butare xem ánh lửa từ các ngọn đồi ở phía tây, và có thể nghe thấy tiếng súng từ các ngôi làng gần đó. Khi Hutus vũ trang tập trung tại các cạnh của Butare, công dân của Butare bảo vệ biên giới của mình
Để đối phó với cuộc nổi dậy, chính phủ lâm thời của Rwanda Pauline Nyiramasuhuko từ Kigali, thủ đô, để can thiệp vào thị trấn nhà của bà Butare. Bà ra lệnh cho thống đốc vào lúc đó tổ chức các vụ giết người. Khi ông từ chối, ông đã bị giết chết, và Nyiramasuhuko gọi lực lượng dân quân từ Kigali.
Ngày 25 tháng 4 năm 1994, hàng ngàn người Tutsi đã tập trung tại sân vận động nơi mà Hội Chữ thập đỏ đã cung cấp thực phẩm và nơi trú ẩn. Nyiramasuhuko được cho là đã dàn xếp một cái bẫy ở sân vận động. Các nhóm bán quân Hutu Interahamwe, dẫn đầu là Arsène Shalom Ntahobali, con trai 24 tuổi của Pauline, bao quanh sân vận động. Người tị nạn đã bị hãm hiếp, tra tấn, bị giết, và cơ thể của họ đã bị đốt cháy. Nyiramasuhuko bị cáo buộc đã nói với dân quân, "trước khi bạn giết những người phụ nữ, bạn cần phải hãm hiếp họ". Trong sự kiện khác, bà đã ra lệnh người của mình lấy các can xăng từ xe hơi của mình và sử dụng chúng để đốt một nhóm phụ nữ đến chết, để lại một nạn nhân bị hiếp dâm còn sống làm nhân chứng.
Bà rời Rwanda vào năm 1994 sau diệt chủng và đã đi đến Cộng hòa Dân chủ Congo. Bà bị bắt vào năm 1997 tại Nairobi, Kenya cùng 10 người: con trai Arsène Shalom Ntahobali, cựu Thủ tướng Chính phủ Jean Kambanda và tám người khác.

## Xét xử
Nyiramasuhuko đã bị xử tại Tòa án Hình sự Quốc tế về Rwanda (ICTR) 2001-2011. Bà là phụ nữ đầu tiên bị tòa án quốc tế xét xử vì tội diệt chủng. Bà bị kết án ngày 9 tháng 8 năm 1999 về các tội: âm mưu diệt chủng, diệt chủng, đồng loã trong tội ác diệt chủng, kích động trực tiếp và công khai để phạm tội diệt chủng, tội ác chống lại nhân loại, và vi phạm Điều 3 chung cho các Công ước Geneva và nghị định thư bổ sung 3. Bà không nhận tội cho tất cả các cáo buộc. Nyiramasuhuko bị xử ở Phòng II với năm người khác như một phần của "Trial Butare", tại bắt đầu vào năm 2001, bao gồm số lượng cao nhất của bị cáo được xét xử trong cùng liên quan đến việc diệt chủng Rwanda. Con trai của cô, Arsène Shalom Ntahobali, là một trong các đồng bị cáo và bị cáo buộc có dẫn lực lượng Interahamwe. Kết thúc tranh luận về vụ Butare được nghe 01 tháng 5 năm 2009 Theo công tố viên Holo Makwaia, Nyiramasuhuko đã có ý định "tiêu diệt toàn bộ hoặc một phần các nhóm sắc tộc Tutsi trong Butare".
Vào ngày 24 tháng 6 năm 2011, Nyiramasuhuko bị kết tội trong bảy cáo buộc bao gồm cả tội diệt chủng và kích động hiếp dâm; bà đã bị kết án tù chung thân và sẽ không đủ điều kiện để nộp đơn xin tạm tha cho 25 năm Cô đã được tuyên bố vô tội trong ba cáo buộc thêm. phí Mặc dù những phụ nữ khác đã bị kết án diệt chủng của tòa án Rwanda, Nyiramasuhuko là người phụ nữ đầu tiên được bị ICTR kết án. Con trai của bà cũng bị kết án và bị kết án cuộc sống không có khả năng phóng thích. Bốn quan chức khác xét xử đã nhận bản án 25 năm tù.